# John-Patrick Strauß
John-Patrick Strauß (* 28. Januar 1996 in Wetzlar) ist ein deutsch-philippinischer Fußballspieler. 

## Karriere

### Verein
Strauß spielte von 2000 bis 2008 beim FC Cleeberg. Im Sommer 2008 wechselte er zu den D-Junioren der TSG Wieseck, bei denen er die Jugendmannschaften bis zur U-17 durchlief und auch in den Kader der Hessenauswahl (C- und B-Junioren) berufen wurde. Im Sommer 2012 waren RB Leipzig und Dynamo Dresden an ihm interessiert, er entschied sich schließlich zu einem Wechsel zu RB Leipzig. Am 5. Dezember 2014 unterschrieb Strauß bei den Roten Bullen seinen ersten Profivertrag mit einer Laufzeit bis zum 30. Juni 2018. Er kam in Leipzig im Herrenbereich allerdings zu keinem Einsatz für die erste Mannschaft, sondern auf 52 Einsätze in der viertklassigen Regionalliga Nordost, in denen ihm zehn Treffer gelangen.
Nachdem die zweite Mannschaft von RB Leipzig vom Spielbetrieb abgemeldet worden war, wechselte Strauß zur Saison 2017/18 zum Zweitligisten FC Erzgebirge Aue, bei dem er einen Vertrag bis zum 30. Juni 2020 erhielt. Dort gab er beim 1:1 gegen Eintracht Braunschweig am 18. August 2017, dem 3. Spieltag der Saison 2017/18, sein Profidebüt, als er in der 87. Spielminute für Sören Bertram eingewechselt wurde. Nach dem Abstieg von Aue zur Saison 2022/2023 unterschrieb Strauß einen Zweijahresvertrag bei Hansa Rostock. Bei den Norddeutschen gab er Ende Juli 2022 unter Hansa-Trainer Jens Härtel sein Debüt. Dieser stellte Strauß im DFB-Pokal 2022/23 beim Spiel gegen den Viertligisten VfB Lübeck in die Startelf. Selbige Partie wurde 0:1 verloren und Strauß schied mit der Mannschaft bereits in der 1. Hauptrunde des nationalen Pokalwettbewerbs aus. Im Sommer 2024 wird er Hansa Rostock verlassen.
Im August 2024 zog es ihn nach Thailand. Hier unterschrieb er in Pak Kret einen Vertrag beim Erstligisten Muangthong United. Am 24. Mai 2025 stand er mit Muangthong im Finale des FA Cups, das man mit 3:2 gegen den Meister Buriram United verlor.

### Nationalmannschaft
Im Oktober 2018 debütierte Strauß für die philippinische Nationalmannschaft, als er in einem Testspiel gegen den Oman in der 67. Minute für Martin Steuble eingewechselt wurde.

## Erfolge
Muangthong United
- Thailändischer Pokalfinalist: 2024/25

## Privat
Seit dem 27. November 2023 ist Strauß mit seiner langjährigen Partnerin Ann-Sophie verheiratet. Im Frühjahr 2024 kam das gemeinsame Kind zur Welt.